# العمل من أجل السعادة
العمل من أجل السعادة (Action for Happiness) هي مؤسسة خيرية في المملكة المتحدة، تهدف إلى زيادة السعادة في العالم من خلال الجمع بين الأشخاص ذوي التفكير المماثل من جميع مناحي الحياة، ومساعدتهم على اتخاذ إجراءات عملية، بالاعتماد على أحدث الأبحاث العلمية.

## التأسيس
كان إنشاؤها والإعلان عنها في الأساس ضمن مؤسسة يونغ –مؤسسة غير حكومية وغير ربحية لتقديم المشورة، حيث أسسها عام 2010 كل من ريتشارد لايارد، وجيوف مولغان، وأنتوني سيلدون.

## إدراك ما هي «السعادة»
تقول المؤسسة بأنً السعادة تتعلق بمشاعرنا، وما يهم هو كيف نشعر بشكلٍ عام، عوضًا عن التقلبات قصيرة الأمد.

## الأنشطة والمنتجات
تتضمن أنشطة العمل للسعادة فصولًا بطول 8 أسابيع حول «استكشاف ما يهم»، وهي تلقى دعمًا خالصًا من الدالاي لاما، حيث يقتبسون مقولته: «السعادة ليست بالشيء المصنوع الجاهز، إنها تأتي كنتيجة لأفعالك».
تُصدِر المؤسسة جداولًا شهريةً لأعمالٍ يمكن للأشخاص القيام بها من أجل تحسين سعادتهم.

## أعضاء المجلس والمستشارين المتخصصين
يضم مجلس مؤسسة العمل من أجل السعادة ومجموعة من الاستشاريين المتخصصين ضمن مجالات متنوعة، بما في ذلك علم النفس والتعليم والاقتصاد والابتكار الاجتماعي، ومنهم: ريتشارد لايارد، دانيال كانيمان ومارتن سيليجمان، وجيوف مولغان، وأنتوني سيلدون، وفانيسا كينغ، ونيك ماركس، ومارك ويليامسون، وجولي ميلور، وباربرا فريدريكسون، وكاري كوبر، وآخرين.

## الانتقادات
الانتقادات الموجهة إليها تتعلق باستخدامها مقاربةً فرديًا للسعادة، بدلًا من التركيز على القضايا المجتمعية السلبية مثل التفاوت الاجتماعي.